# Cordes-sur-Ciel
Cordes-sur-Ciel település Franciaországban, Tarn megyében. Lakosainak száma 847 fő (2022. január 1.). Cordes-sur-Ciel Amarens, Bournazel, Les Cabannes, Livers-Cazelles, Mouzieys-Panens, Saint-Marcel-Campes és Souel községekkel határos.

## Népesség
A település népességének változása:
| Lakosok száma | 940  | 952  | 958  | 869  | 828  | 822  | 817  | 808  | 847  |
|               | 2013 | 2015 | 2016 | 2017 | 2018 | 2019 | 2020 | 2021 | 2022 |